# Алинг
Алинг (њем. Alling) општина је у њемачкој савезној држави Баварска. Једно је од 23 општинска средишта округа Фирстенфелдбрук. Према процјени из 2010. у општини је живјело 3.478 становника. Посједује регионалну шифру (AGS) 9179113.

## Географија
Алинг се налази у савезној држави Баварска у округу Фирстенфелдбрук. Општина се налази на надморској висини од 550 метара. Површина општине износи 21,0 km².

## Становништво
У самом мјесту је, према процјени из 2010. године, живјело 3.478 становника. Просјечна густина становништва износи 166 становника/km².